# Don't Give Me Names
 (novembre 2017).
Si vous disposez d'ouvrages ou d'articles de référence ou si vous connaissez des sites web de qualité traitant du thème abordé ici, merci de compléter l'article en donnant les références utiles à sa vérifiabilité et en les liant à la section « Notes et références ».
Albums de Guano Apes
Proud Like a God
(1997) Walking on a Thin Line
(2003)
Singles
1. Big in Japan
Sortie : 12 avril 2000
2. No Speech
Sortie : 24 juillet 2000
3. Living in a Lie
Sortie : 10 octobre 2000
4. Dödel Up
Sortie : 29 janvier 2001

Don't Give Me Names est le deuxième album du groupe de rock et heavy metal allemand Guano Apes, sorti en 2000.
Il comprend les singles Big in Japan (une reprise de la chanson d'Alphaville), No Speech, Living in a Lie et Dödel Up.
L'album est certifié disque d'or en Allemagne et en Suisse.

## Liste des titres
Toutes les paroles sont écrites par Sandra Nasic, toute la musique est composée par Guano Apes.
| Édition standard originale enhanced | Édition standard originale enhanced               | Édition standard originale enhanced | Édition standard originale enhanced | Édition standard originale enhanced | Édition standard originale enhanced | Édition standard originale enhanced | Édition standard originale enhanced | Édition standard originale enhanced | Édition standard originale enhanced |
| No                                  | Titre                                             | Durée                               |                                     |                                     |                                     |                                     |                                     |                                     |                                     |
| ----------------------------------- | ------------------------------------------------- | ----------------------------------- | ----------------------------------- | ----------------------------------- | ----------------------------------- | ----------------------------------- | ----------------------------------- | ----------------------------------- | ----------------------------------- |
| 1.                                  | Innocent Greed                                    | 3:51                                |                                     |                                     |                                     |                                     |                                     |                                     |                                     |
| 2.                                  | No Speech                                         | 3:30                                |                                     |                                     |                                     |                                     |                                     |                                     |                                     |
| 3.                                  | Big in Japan (Reprise de la chanson d'Alphaville) | 2:49                                |                                     |                                     |                                     |                                     |                                     |                                     |                                     |
| 4.                                  | Money and Milk                                    | 2:39                                |                                     |                                     |                                     |                                     |                                     |                                     |                                     |
| 5.                                  | Living in a Lie                                   | 4:33                                |                                     |                                     |                                     |                                     |                                     |                                     |                                     |
| 6.                                  | Dödel Up                                          | 3:38                                |                                     |                                     |                                     |                                     |                                     |                                     |                                     |
| 7.                                  | I Want It                                         | 3:19                                |                                     |                                     |                                     |                                     |                                     |                                     |                                     |
| 8.                                  | Heaven                                            | 4:59                                |                                     |                                     |                                     |                                     |                                     |                                     |                                     |
| 9.                                  | Mine All Mine                                     | 3:49                                |                                     |                                     |                                     |                                     |                                     |                                     |                                     |
| 10.                                 | Too Close to Leave                                | 3:33                                |                                     |                                     |                                     |                                     |                                     |                                     |                                     |
| 11.                                 | Gogan                                             | 2:48                                |                                     |                                     |                                     |                                     |                                     |                                     |                                     |
| 12.                                 | Anne Claire                                       | 5:36                                |                                     |                                     |                                     |                                     |                                     |                                     |                                     |
|                                     | 'Vidéo : Piste multimédia bonus'                  |                                     |                                     |                                     |                                     |                                     |                                     |                                     |                                     |
|                                     | Big in Japan                                      | 2:47                                |                                     |                                     |                                     |                                     |                                     |                                     |                                     |
| 45:05                               |                                                   |                                     |                                     |                                     |                                     |                                     |                                     |                                     |                                     |

| Titres bonus - Édition enhanced digipack Europe (Supersonic Records, Gun Records, BMG, 2 mai 2000) | Titres bonus - Édition enhanced digipack Europe (Supersonic Records, Gun Records, BMG, 2 mai 2000) | Titres bonus - Édition enhanced digipack Europe (Supersonic Records, Gun Records, BMG, 2 mai 2000) | Titres bonus - Édition enhanced digipack Europe (Supersonic Records, Gun Records, BMG, 2 mai 2000) | Titres bonus - Édition enhanced digipack Europe (Supersonic Records, Gun Records, BMG, 2 mai 2000) | Titres bonus - Édition enhanced digipack Europe (Supersonic Records, Gun Records, BMG, 2 mai 2000) | Titres bonus - Édition enhanced digipack Europe (Supersonic Records, Gun Records, BMG, 2 mai 2000) | Titres bonus - Édition enhanced digipack Europe (Supersonic Records, Gun Records, BMG, 2 mai 2000) | Titres bonus - Édition enhanced digipack Europe (Supersonic Records, Gun Records, BMG, 2 mai 2000) | Titres bonus - Édition enhanced digipack Europe (Supersonic Records, Gun Records, BMG, 2 mai 2000) |
| No                                                                                                 | Titre                                                                                              | Durée                                                                                              | | | | | | | |
| -------------------------------------------------------------------------------------------------- | -------------------------------------------------------------------------------------------------- | -------------------------------------------------------------------------------------------------- | -------------------------------------------------------------------------------------------------- | -------------------------------------------------------------------------------------------------- | -------------------------------------------------------------------------------------------------- | -------------------------------------------------------------------------------------------------- | -------------------------------------------------------------------------------------------------- | -------------------------------------------------------------------------------------------------- | -------------------------------------------------------------------------------------------------- |
| 13.                                                                                                | Ain't Got Time                                                                                     | 2:43                                                                                               | | | | | | | |
| 14.                                                                                                | Living in a Lie (unplugged)                                                                        | 4:27                                                                                               | | | | | | | |
| 15.                                                                                                | Anne Claire (unplugged)                                                                            | 5:10                                                                                               | | | | | | | |
| 57:30                                                                                              | | | | | | | | | |

| 13. | Open Your Eyes (Live) | 3:21 |
|     | Big in Japan (Vidéo)  | 2:47 |

| Titres bonus - Édition enhanced Australie (Supersonic Records, BMG, 2000) | Titres bonus - Édition enhanced Australie (Supersonic Records, BMG, 2000) | Titres bonus - Édition enhanced Australie (Supersonic Records, BMG, 2000) | Titres bonus - Édition enhanced Australie (Supersonic Records, BMG, 2000) | Titres bonus - Édition enhanced Australie (Supersonic Records, BMG, 2000) | Titres bonus - Édition enhanced Australie (Supersonic Records, BMG, 2000) | Titres bonus - Édition enhanced Australie (Supersonic Records, BMG, 2000) | Titres bonus - Édition enhanced Australie (Supersonic Records, BMG, 2000) | Titres bonus - Édition enhanced Australie (Supersonic Records, BMG, 2000) | Titres bonus - Édition enhanced Australie (Supersonic Records, BMG, 2000) |
| No                                                                        | Titre                                                                     | Durée                                                                     |                                                                           |                                                                           |                                                                           |                                                                           |                                                                           |                                                                           |                                                                           |
| ------------------------------------------------------------------------- | ------------------------------------------------------------------------- | ------------------------------------------------------------------------- | ------------------------------------------------------------------------- | ------------------------------------------------------------------------- | ------------------------------------------------------------------------- | ------------------------------------------------------------------------- | ------------------------------------------------------------------------- | ------------------------------------------------------------------------- | ------------------------------------------------------------------------- |
| 1.                                                                        | Lords of the Boards                                                       | 3:49                                                                      |                                                                           |                                                                           |                                                                           |                                                                           |                                                                           |                                                                           |                                                                           |
| [...].                                                                    | 'Pistes identiques aux titres 1 à 12 de l'édition originale'              |                                                                           |                                                                           |                                                                           |                                                                           |                                                                           |                                                                           |                                                                           |                                                                           |
| 14.                                                                       | Ain't Got Time                                                            | 2:43                                                                      |                                                                           |                                                                           |                                                                           |                                                                           |                                                                           |                                                                           |                                                                           |
| 15.                                                                       | Living in a Lie (unplugged)                                               | 4:27                                                                      |                                                                           |                                                                           |                                                                           |                                                                           |                                                                           |                                                                           |                                                                           |
| 16.                                                                       | Anne Claire (unplugged)                                                   | 5:10                                                                      |                                                                           |                                                                           |                                                                           |                                                                           |                                                                           |                                                                           |                                                                           |
| 61:16                                                                     |                                                                           |                                                                           |                                                                           |                                                                           |                                                                           |                                                                           |                                                                           |                                                                           |                                                                           |

## Crédits
| - Sandra Nasic : chant - Henning Rümenapp : guitare - Stefan Ude : basse - Dennis Poschwatta : batterie - Dra Diarra, Michael Wolpers : percussions - Alberto Alvarez guitare flamenca Orchestre - Direction : Markus Stollenwerk - Marc Tooten : alto - Mark Steylaerts, Véronique Gilis : violons - Hans Vandaele : violoncelle | - Production : Fabio Trentini, Guano Apes, Wolfgang Stach - Mastering : Bob Ludwig - Mixage : Ronald Prent - Mixage (assistants) : Gert Jacobs, Tom Janssen - Programmation, sampler : Dirk Riegner - Ingénierie : Clemens Matznick - Ingénierie (additionnel) : Gert Jacobs, Wolfgang Stach - Arrangements (cordes) : Chris Wolff - Artwork, Design : Fuego Ateliers, Friedel Muders - Photographie : Dirk Schelpmeier, David Burder |